# النقل في بيروت
النقل في بيروت يتكون من الحافلات الحضرية والحافلات الصغيرة وسيارات الأجرة وكذلك الحافلات بين المدن والدول والخدمات الجوية.

## النقل المدني

### الباصات
شركة التنقل اللبنانية (LCC) هي شركة مملوكة للقطاع الخاص وتقدم مجموعة من خيارات النقل العام بين المدن المتاحة في بيروت. هناك العديد من خطوط الحافلات LCC التي تغطي الكثير من المناطق المركزية وكذلك بعض مناطق الضواحي. تقدم LCC أيضًا بطاقات مسبقة الدفع. البطاقة الصفراء هي بطاقة قابلة لإعادة الشحن باستمرار والبطاقة الحمراء هي بطاقة شهرية غير محدودة.
تتم إدارة الحافلات المملوكة للحكومة من قبل مكتب السكك الحديدية والنقل العام العديد من خطوط الحافلات في جميع أنحاء بيروت.
هناك أيضا عربات خاصة تعمل كحافلات صغيرة. بعضها يعمل على خطوط رسمية لكن معظمها يعمل على طرق إضافية. وعادة ما تكون دون أي أرقام. لمعرفة ما إذا كانت الحافلة ستذهب إلى وجهة معينة يوقفها الناس ويسألون السائق.
لسوء الحظ، لا توجد خطوط حافلات رسمية مطبوعة أو عبر الإنترنت. خريطة النقل في بيروت على خريطة الشارع هي أدق خريطة متاحة اعتبارًا من يونيو 2015.

### سيارات الأجرة وأوبر
بصرف النظر عن الحافلات ، يتم تقديم سيارات الأجرة إما عن طريق خدمة سيارات الأجرة أو سيارة الأجرة . تقوم سيارات الأجرة الصفراء أيضًا بنقل الركاب من المطار الدولي لكنها مكلفة للغاية ومن الأفضل السير باتجاه الدوار على بعد كيلومتر واحد من المطار والبحث عن خدمة.
تعمل أوبر أيضًا في بيروت.
خدمة سيارات الأجرة من ناحية أخرى ، أرخص بكثير من سيارات الأجرة. ومع ذلك لتجنب سوء الفهم ينبغي التوصل إلى اتفاق بشأن التسعير قبل المغادرة.

## بين المدن

### الباصات
أنشأت شركة نيرن للنقل بدمشق عام 1923 خدمة حافلات عبر الصحراء بين بيروت وحيفا ودمشق وبغداد . أنشأ الأخوان نيرن خدمة من بيروت إلى حيفا في عام 1920. إغلاق الحدود اللبنانية الإسرائيلية لا يجعل أي حافلات تسافر إلى حيفا بعد الآن.

تتمتع بيروت بخطوط نقل متكررة بالحافلة إلى مدن أخرى في لبنان والمدن الرئيسية في سوريا. تغادر الحافلات المتجهة إلى الوجهات الشمالية وسوريا من محطة شارل حلو  ودرة بينما تغادر الحافلات المتجهة إلى البقاع والجنوب من كولا. 

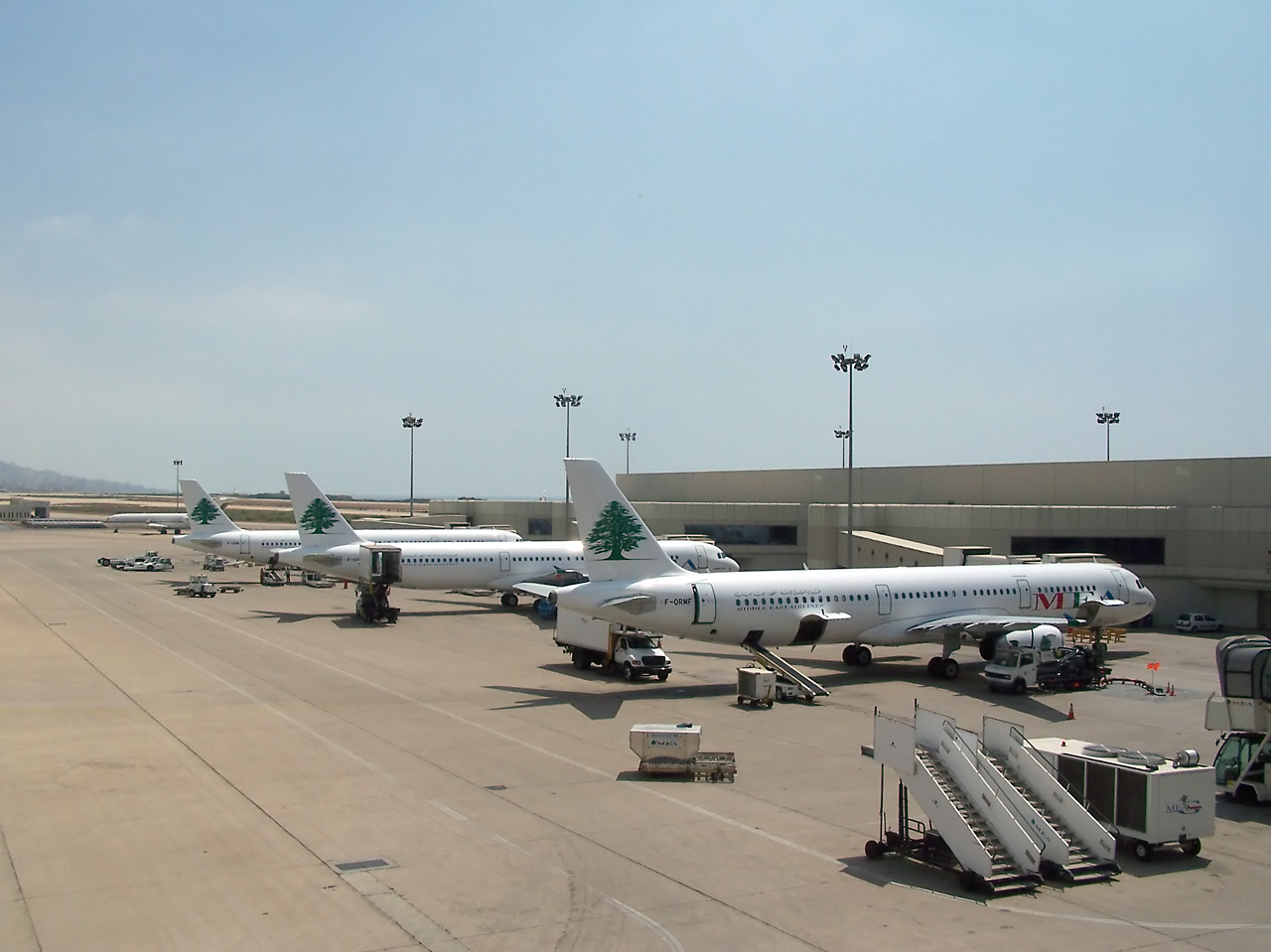
مطار بيروت رفيق الحريري الدولي ، بيروت

### العبارات
حاليًا (يناير 2017) لا تعرض مواقع العبارات الرئيسية أي خدمات إلى بيروت.

### المطارات
المطار الوطني الرئيسي هو مطار بيروت رفيق الحريري الدولي ويقع جنوب بيروت في خلدة. تم افتتاح المطار في عام 1954 وتم تجديده في عام 1977 ، وتم إعادة تأهيل المدارج الحالية بين عامي 1982 و 1984 

### الموانئ البحرية
مرفأ بيروت هو الميناء الرئيسي في لبنان الواقع في شمال بيروت ، وهو واحد من أكبر الموانئ في شرق البحر المتوسط.